# 琵琶法師
琵琶法師（日语：／ Biwahōshi）是日本平安時代的盲眼僧侶，他們會在街道上弾奏琵琶。鎌倉時代的琵琶法師曾使用琵琶替《平家物語》伴奏，完成所謂的平曲。